# Uncle from Another World
Uncle from Another World (jap. 異世界おじさん Isekai ojisan) – manga autorstwa Hotondoshindeiru, publikowana na łamach magazynu internetowego „ComicWalker” wydawnictwa Kadokawa Shoten od czerwca 2018. Na jej podstawie studio AtelierPontdarc wyprodukowało serial anime, który był emitowany od lipca 2022 do marca 2023.

## Fabuła
Takafumi Takaoka odbiera ze szpitala swojego wujka, który niedawno wybudził się po 17-letniej śpiączce spowodowanej potrąceniem przez ciężarówkę. Okazuje się, że wujek potrafi korzystać z magicznych zaklęć i twierdzi, że został w rzeczywistości wysłany do innego świata. Takafumi postanawia pozwolić wujkowi zamieszkać u siebie i wspólnie z przyjaciółką Takafumiego z dzieciństwa, Sumiką Fujimiyą, pomagają mu dostosować się do współczesnego społeczeństwa, oglądając przy okazji jego wspomnienia z innego świata.

## Bohaterowie
- Wujek (jap. おじさん Ojisan) / Yōsuke Shibazaki (jap. 嶋㟢 陽介 Shibazaki Yōsuke)

Seiyū: Takehito Koyasu, Akira Ishida (Chain Chronicle 3) (japoński), Tomasz Olejnik (polski)
- Takafumi Takaoka (jap. 高丘 敬文 Takaoka Takafumi)

Seiyū: Jun Fukuyama (japoński), Karol Jankiewicz (polski)
- Sumika Fujimiya (jap. 藤宮 澄夏 Fujimiya Sumika)

Seiyū: Mikako Komatsu (japoński), Agata Harat (polski)
- Tsundere Elf (jap. ツンデレエルフ Tsundere Erufu) / Suzailgiererzegalnelvzegilreagranzelga Elga (jap. スザイルギラーゼガルネルブゼギルレアグランゼルガ＝エルガ Suzairugirāzegarunerubuzegirureaguranzeruga Eruga)

Seiyū: Haruka Tomatsu, Ayane Sakura (Chain Chronicle 3) (japoński), Sara Lityńska (polski)
- Mabel Laybelle (jap. メイベル＝レイベール Meiberu Reiberu)

Seiyū: Aoi Yūki, Asami Imai (Chain Chronicle 3) (japoński), Zuzanna Jaźwińska (polski)
- Alicia Edelsia (jap. アリシア＝イーデルシア Arishia Īderushia)

Seiyū: Aki Toyosaki, Aya Uchida (Chain Chronicle 3) (japoński), Weronika Łukaszewska (polski)
- Edgar (jap. エドガー Edogā)

Seiyū: Kenichi Suzumura (japoński), Maciej Dybowski (polski)
- Raiga (jap. ライガ)

Seiyū: Nobuhiko Okamoto (japoński), Karol Osentowski (polski)
- Sawae (jap. 沢江)

Seiyū: Hisako Kanemoto (japoński), Magdalena Kusa (polski)

## Manga
Pierwszy rozdział mangi ukazał się 29 czerwca 2018 w magazynie internetowym „ComicWalker”. Następnie wydawnictwo Kadokawa Shoten rozpoczęło zbieranie rozdziałów do wydań w formacie tankōbon, których pierwszy tom ukazał się 21 listopada tego samego roku. Według stanu na 8 marca 2023, do tej pory wydano 9 tomów.
Z okazji wydania pierwszego tomu zorganizowano plebiscyt na najpopularniejszą postać, w którym zwycięzca miałby się pojawić w specjalnym dodatku na końcu tomu.
| Nr | Data wydania (język japoński) | ISBN (język japoński)  |
| -- | ----------------------------- | ---------------------- |
| 1  | 21 listopada 2018             | ISBN 978-4-04-065368-6 |
| 2  | 22 kwietnia 2019              | ISBN 978-4-04-065707-3 |
| 3  | 21 października 2019          | ISBN 978-4-04-064093-8 |
| 4  | 23 kwietnia 2020              | ISBN 978-4-04-064575-9 |
| 5  | 23 października 2020          | ISBN 978-4-04-065952-7 |
| 6  | 23 czerwca 2021               | ISBN 978-4-04-680402-0 |
| 7  | 21 lutego 2022                | ISBN 978-4-04-681123-3 |
| 8  | 20 sierpnia 2022              | ISBN 978-4-04-681684-9 |
| 9  | 8 marca 2023                  | ISBN 978-4-04-682358-8 |

## Anime
Adaptacja w formie telewizyjnego serialu anime została zapowiedziana 18 czerwca 2021. Seria została wyprodukowana przez studio AtelierPontdarc i wyreżyserowana przez Shigekiego Kawaia. Scenariusz napisał Kenta Ihara, postacie zaprojektował Kazuhiro Ota, a muzykę skomponował Kenichirō Suehiro. Premiera odbyła się 6 lipca 2022 w stacji AT-X. Motywem otwierającym jest „story” autorstwa Mayu Maeshimy, natomiast końcowym „Ichibanboshi Sonority” w wykonaniu Yuki Iguchi. Serial jest obecnie transmitowany na całym świecie za pośrednictwem platformy Netflix. 27 lipca 2022 ogłoszono, że odcinek 5 zostanie opóźniony o dwa tygodnie do 17 sierpnia z powodu pandemii COVID-19. 2 września, po emisji odcinka 7, zapowiedziano bezterminowe opóźnienie, podając jako powód kolejne obawy związane z COVID-19. Jednak 27 sierpnia Ippei Icchi poinformował, że miał reżyserować odcinek 10, ale nagle odszedł po odkryciu, że odcinek nadal nie miał wybranego zespołu i że za jego produkcje będą odpowiadać jedynie wewnętrzni pracownicy studia. 9 września ogłoszono, że 6 października serial rozpocznie ponowną emisję od odcinka 1, a odcinek 8, pierwszy nowy odcinek od wstrzymania emisji, zostanie wyemitowany 24 listopada. 26 grudnia podano do informacji, że odcinek 13 zostanie opóźniony i wyemitowany w późniejszym terminie. Ostatecznie jego premiera odbyła się 8 marca 2023. 27 marca 2023 w serwisie Netflix opublikowane zostało pierwsze 7 odcinków w języku polskim, następne sześć, 30 marca.

### Lista odcinków
| №  | Tytuł | Reżyseria         | Scenariusz  | Scenorys          | Premiera          |
| -- | --- | ----------------- | ----------- | ----------------- | ----------------- |
| 1  | Po 17 długich latach wreszcie wróciłem z magicznego świata Granbahamal Isekai Guranbahamaru ni jūnananen ita ga yōyaku kaettekita, zo (異世界グランバハマルに１７年いたがようやく帰ってきた、ぞ) | Shigeki Kawai     | Kenta Ihara | Shigeki Kawai     | 6 lipca 2022      |
| 2  | „Guardian Heroes” powinno być numerem jeden! Ichii „Gādian Hīrōzu” darō! (１位「ガーディアンヒーローズ」だろぉおおお！)                                                                          | Kuniyasu Nishina  | Kenta Ihara | Shigeki Kawai     | 13 lipca 2022     |
| 3  | To ja, wuj… ciocia Oji ga iru nara oba mo iru mono desu, wa (叔父がいるなら叔母もいるものです、わ)                                                                                               | Kazuomi Koga      | Kenta Ihara | Gōichi Iwahata    | 20 lipca 2022     |
| 4  | Pomogłaś mi w ciężkich chwilach Tsurai naka omae ga ite, sasaete kurete yokatta (つらい中お前がいて、支えてくれてよかった)                                                                       | Naomi Nakayama    | Kenta Ihara | Naomi Nakayama    | 27 lipca 2022     |
| 5  | To mi przypomniało, że kiedyś prawie mnie zabili Sōiya ore, „ansatsu” sarekaketa koto aru na (そういや俺、「暗殺」されかけたことあるな)                                                          | Ippei Ichii       | Kenta Ihara | Ippei Ichii       | 17 sierpnia 2022  |
| 6  | Wrzucili mnie do piwnicy pod dziwolągami… Kōshite ore wa misemonogoya no chika ni buchikomaretan da ga... (こうして俺は見世物小屋の地下にぶち込まれたんだが…)                                    | Akira Toba        | Kenta Ihara | Gōichi Iwahata    | 24 sierpnia 2022  |
| 7  | Jak widzisz, gry SEGA bardzo się w życiu przydają! Mite no tōri Sega no gēmu wa jinsei no yakunitatsunda! (見てのとおりＳＥＧＡのゲームは人生の役に立つんだ！)                                   | Shintarō Itoga    | Kenta Ihara | Naomi Nakayama    | 31 sierpnia 2022  |
| 8  | Udało mi się, bo zmieniłem się w najpotężniejszą istotę, jaką znałem Ore no shiru saikyō no seibutsu ni henshin shite kirinuketanda (俺の知る最強の生物に変身して切り抜けたんだ)                 | Kazuomi Koga      | Kenta Ihara | Masaharu Watanabe | 24 listopada 2022 |
| 9  | Lodowy duch domaga się zapłaty za swoją magię Kōri no seirei ga kūrā mahō no taika o yōkyū shiterun da yo (氷の精霊がクーラー魔法の対価を要求してるんだよ)                                       | Yoshitaka Nagaoka | Kenta Ihara | Gōichi Iwahata    | 1 grudnia 2022    |
| 10 | Najpierw muszą zobaczyć w tobie istotę Reisetsu wa... hito de aru to mitomerarete kara da (礼節は…人であると認められてからだ)                                                                    | Shigeki Kawai     | Kenta Ihara | Ippei Ichii       | 8 grudnia 2022    |
| 11 | Nie, wcale nie patrzyłem, gdzie nie należy Chi, chigau zo, kore wa etchi nano o mita kara ja naku... (ち、違うぞ、これはエッチなのを見たからじゃなく…)                                           | Naomi Nakayama    | Kenta Ihara | Naomi Nakayama    | 15 grudnia 2022   |
| 12 | Imiona są ważne Namae wa daiji da, aitsu mo sō itteita (名前は大事だ、あいつもそう言っていた) | Shintarō Itoga    | Kenta Ihara | Masaharu Watanabe | 22 grudnia 2022   |
| 13 | To dzięki wam Minna no okage da, arigatō (みんなのおかげだ、ありがとう) | Ryūta Imaizumi    | Kenta Ihara | Shigeki Kawai     | 8 marca 2023      |